# Sokolovka (Khabàrovsk)
|  | Per a altres significats, vegeu «Sokolovka». |

Sokolovka (en rus: Соколовка) és un poble del krai de Khabàrovsk, a l'Extrem Orient de Rússia. El 2012 tenia 384 habitants. Pertany al districte rural de Lazó.